# Panzerwiese
Die Panzerwiese ist eine etwa 200 Hektar große Heidefläche in Feldmoching im Münchner Norden, die allerdings politisch dem Stadtbezirk Milbertshofen-Am Hart (Stadtbezirksteil Am Hart) zugeordnet ist. Ihren Namen trägt sie aufgrund der früheren militärischen Nutzung. Die Bezeichnung Nordhaide wird aufgrund der gleichnamigen Siedlung des Öfteren analog zu Panzerwiese verwendet.
Sie ist Teil des Naturschutzgebiets Panzerwiese und Hartelholz und gehört zum Münchner Grüngürtel. Sie wurde bei der EU als Fauna-Flora-Habitat-Gebiet (Heideflächen und Lohwälder nördlich von München) angemeldet.

## Lage
Nördlich von ihr liegt ein Waldgebiet, das Hartelholz, nordöstlich die Fröttmaninger Heide und im Süden Siedlungsgebiete entlang der Neuherbergstraße. Im Westen wird die Wiese von der Schleißheimer Straße (Höhe Goldschmiedplatz) und im Osten von der Ingolstädter Straße bzw. Ingolstädter Landstraße (B13) begrenzt.
Die Panzerwiese liegt somit zwischen den Stadtteilen Hasenbergl im Westen und der Gemeindegrenze von Oberschleißheim (Neuherberg) im Osten, südlich begrenzt durch das Stadtviertel Harthof (Stadtbezirk Milbertshofen-Am Hart, Stadtbezirksteil Am Hart) und nördlich durch das Waldgebiet Hartelholz.

## Merkmale

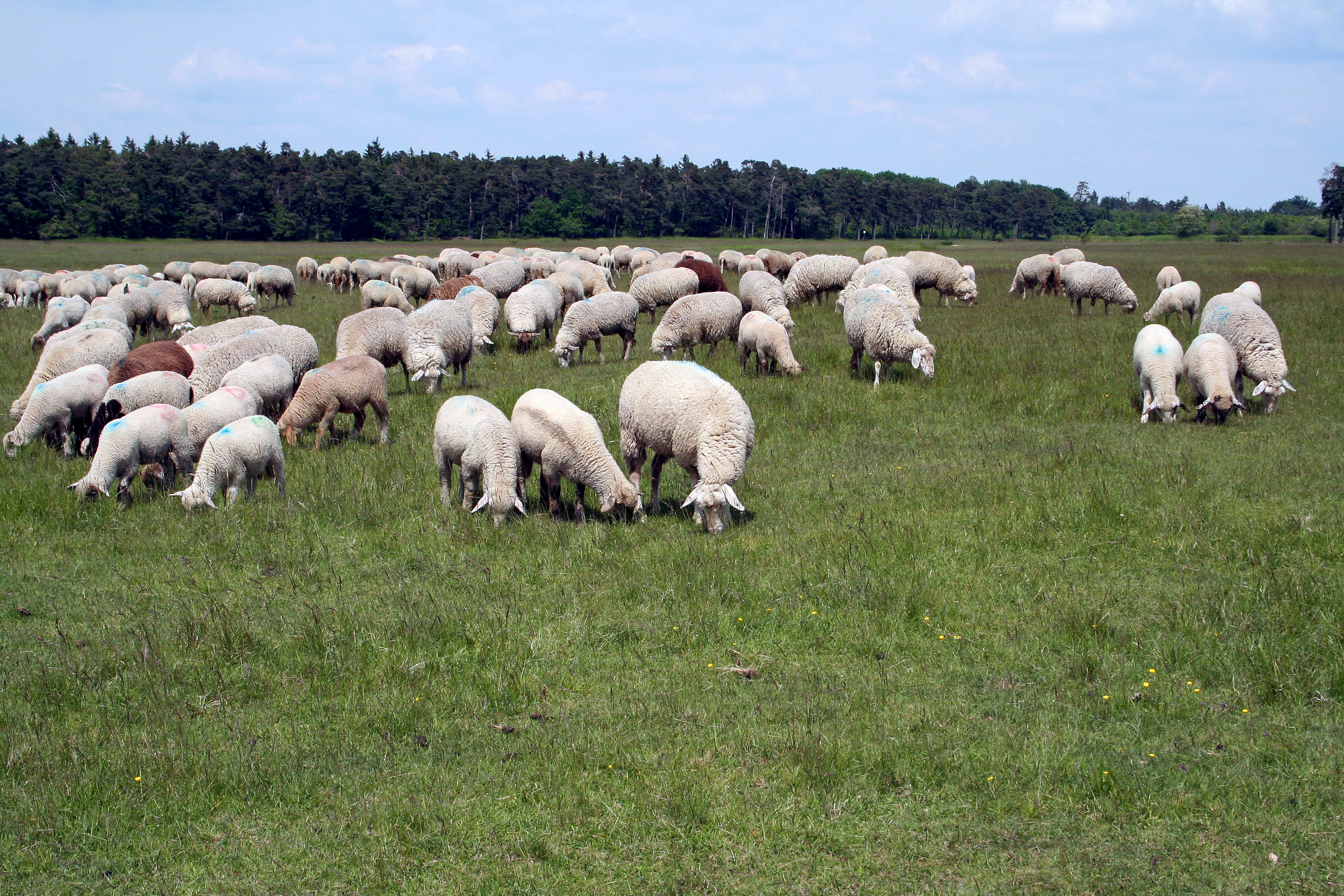
Schafe auf der Panzerwiese

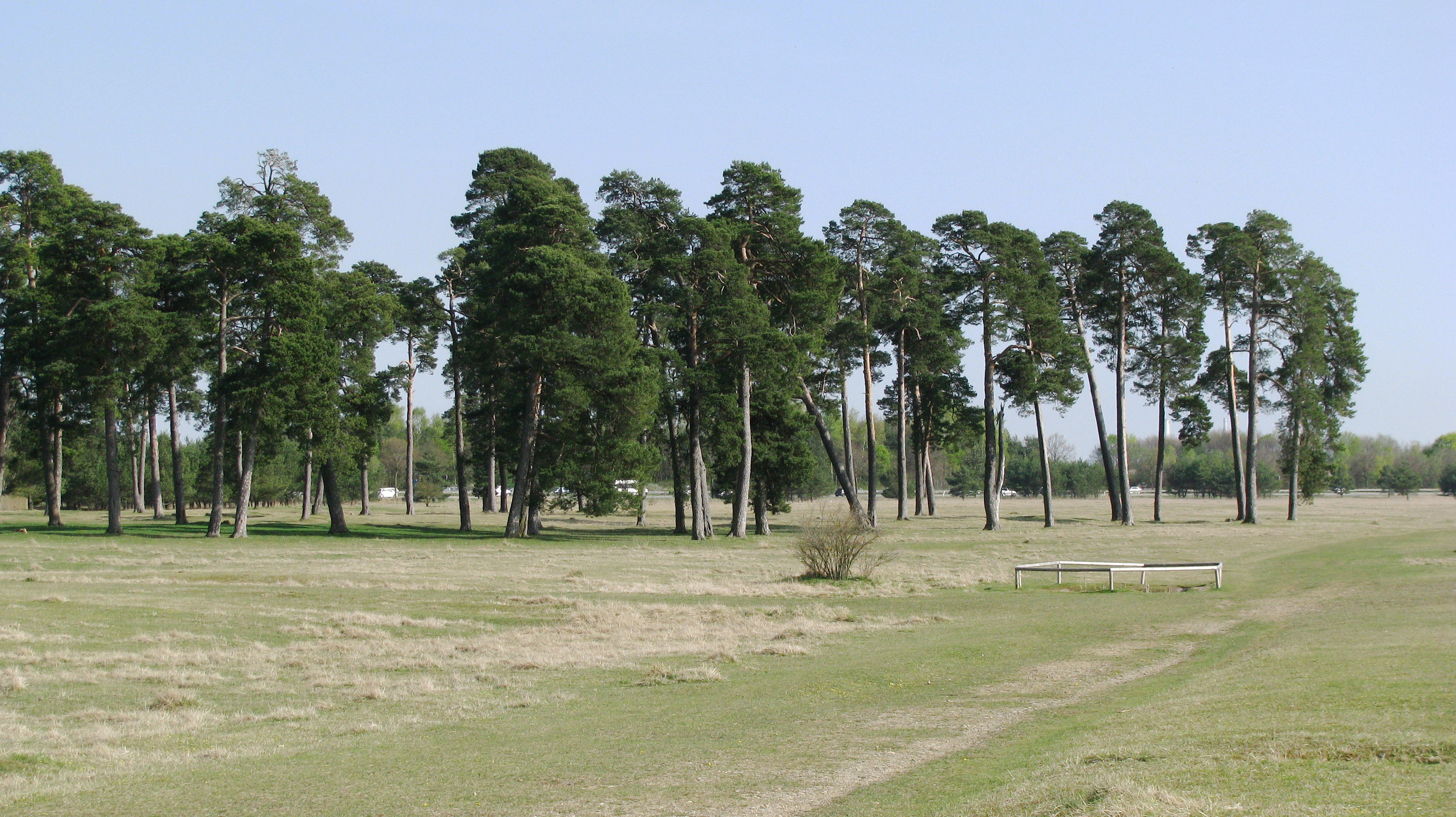
Panzerwiese

Die Panzerwiese befindet sich in der Münchner Schotterebene im Teilbereich der Garchinger Schotterzunge auf würmeiszeitlichen Schotterablagerungen der Isar. Der Bodentyp ist eine flachgründige und nährstoffarme Ackerpararendzina mit hoher Wasserdurchlässigkeit und geringem Filtervermögen.
Die Wiese ist von Kalk-Magerrasen bewachsen und stellt etwa ein Drittel des Restbestandes der Heideflächen der Münchner Schotterebene. Die Wiese ist praktisch baum- und strauchlos. Erst mit dem Bau der Siedlung „Nordhaide“ wurden im Wohngebiet Bäume gepflanzt. Es wurden etwa 180 Pflanzenarten auf der Panzerwiese ermittelt, von denen 23 auf der Roten Liste aufgeführt sind, zum Beispiel der Clusius-Enzian. Daneben bietet die Panzerwiese mit dem nördlich angeschlossenen Hartelholz Lebensraum für verschiedene Tierarten (Rebhuhn, Sperber, Wildkaninchen oder verschiedene Bienenarten), von denen 35 Arten auf der Roten Liste stehen. Ab dem Frühsommer eines jeden Jahres wird die Panzerwiese auch als Schafweide genutzt.
Auf der Panzerwiese befindet sich der NaturImpulsPfad. Er besteht aus derzeit acht Stationen mit jeweils einer Holzskulptur, die über die Panzerwiese verteilt sind. Jede Station greift dabei eine Facette der Heidelandschaft auf. Beispielsweise Leben im Totholz, Metamorphose von Insekten, Geschichte der Panzerwiese oder die Müllproblematik.

## Geschichte

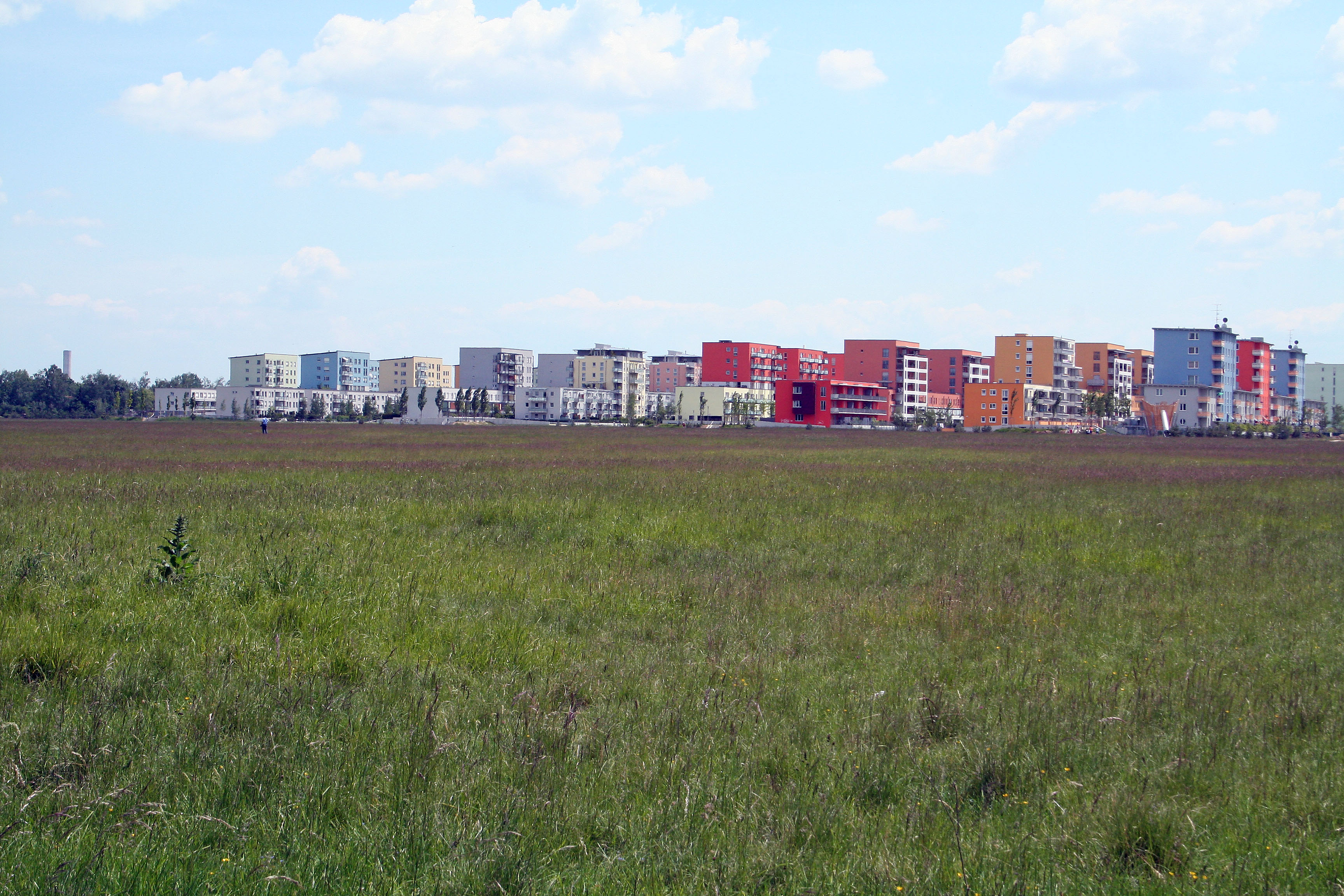
Neubaugebiet „Nordhaide“ im Südwesten der Panzerwiese

Bis Ende der 1980er Jahre wurde die Panzerwiese militärisch von der US-Armee bzw. ab den 1970er Jahren von der Bundeswehr als Standortübungsplatz genutzt („Training Area Warner Kaserne“ – M-T-238). Bis Ende der 1960er Jahre befand sich hier auch der Flugplatz Warner Strip. Er war für die Öffentlichkeit gesperrt, einige Betonfragmente erinnern heute noch an diese Vergangenheit. Die US-Armee nutzte das Areal auch für größere Feldparaden. Da die Sperrung nur über vereinzelte Schilder kommuniziert, und besonders ab Mitte der 1970er Jahre nicht erkennbar überwacht wurde, überwog bereits zu diesem Zeitpunkt die zivile Nutzung durch Spaziergänger und Kinder.
Die Stadt München kaufte die Fläche 1994. Die Freifläche sollte städtebaulich erschlossen werden, um dem angespannten Wohnungsmarkt in München zu begegnen. Ein bereits 1990 erstelltes Gutachten kam unter Verweis auf die ökologische Bedeutung zu dem Schluss, dass nur der Südteil der Wiese bebaut werden dürfe. Die als Nordhaide bezeichnete Siedlung umfasst mehrere drei- bis achtgeschossige Wohnblöcke mit etwa 2.500 Wohneinheiten, darunter ein Studentenwohnheim, sowie diverse Gewerbeflächen (Ärztehaus, Einkaufszentrum Mira und andere).
Bis 1993 wurde die U-Bahn-Linie U2 vom Scheidplatz bis zur Dülferstraße verlängert. Die Linie unterquert zwischen Harthof und Dülferstraße den südwestlichen Teil der Panzerwiese. Der U-Bahn-Tunnel und der zweigleisige Abstellbahnhof wurden dabei größtenteils im offenen Einschnitt gebaut, da die Panzerwiese seinerzeit noch unbebaut war. Der Ausgang des U-Bahnhofs Dülferstraße zur Panzerwiese hin wurde erst 2002 fertiggestellt, da zuvor mangels Wohnbebauung kein Bedarf daran bestand.
Zusammen mit dem nordwärts angrenzenden und bis zur A 99 reichenden Hartelholz wurde die Restfläche der Panzerwiese – Gesamtfläche mit Wald etwa 280 Hektar – am 5. Juni 2002 als Naturschutzgebiet ausgewiesen und bei der EU als Fauna-Flora-Habitat-Gebiet angemeldet.